# Ivett Ayala
Ivett Ayala (17 de octubre de 1968) es una deportista puertorriqueña que compitió en taekwondo. Ganó dos medallas de bronce en el Campeonato Panamericano de Taekwondo en los años 1986 y 1992.

## Palmarés internacional
| Campeonato Panamericano | Campeonato Panamericano           | Campeonato Panamericano | Campeonato Panamericano |
| Año                     | Lugar                             | Medalla                 | Categoría               |
| ----------------------- | --------------------------------- | ----------------------- | ----------------------- |
| 1986                    | Guayaquil (Ecuador)               | Medalla de bronce       | –51 kg                  |
| 1992                    | Colorado Springs (Estados Unidos) | Medalla de bronce       | –47 kg                  |